# Бут, Колин
Колин Бут (англ. Colin Booth; 30 декабря 1934, Middleton, Большой Манчестер — 12 мая 2025) — английский футболист, играл на позиции нападающего-инсайда.

## Биография

### Игровая карьера
В 1950 году Бут присоединился к клубу Первого дивизиона «Вулверхэмптон Уондерерс», но в течение нескольких лет играл за резервную команду. Дебютировал за «волков» 11 апреля 1955 года в матче с «Астон Виллой» — «Вулверхэмптон» одержал победу со счётом 1:0. 10 ноября 1956 года в матче с лондонским «Арсеналом» оформил покер (4 гола за матч) — тот матч закончился со счётом 5:2. Он повторил достижение Билли Уокера из «Астон Виллы», который показал такой результат в 1920 году. В составе «волков» два раза подряд в 1958 и 1959 годах выигрывал чемпионские титулы и в общей сложности сыграл 82 матча.
В октябре 1959 года перешёл в «Ноттингем Форест», в котором играл в течение трёх сезонов, сыграв в общей сложности 98 матчей и забил 41 гол. В 1962 году перешёл в «Донкастер Роверс», в котором играл два сезона. Позже он играл за такие клубы как «Оксфорд Юнайтед», «Кембридж Юнайтед» и «Челтнем Таун».

### Смерть
Скончался 12 мая 2025 года в возрасте 90 лет.

## Достижения
«Вулверхэмптон Уондерерс»
- Чемпион Англии (2): 1957/58, 1958/59